# Prästagölen (Byarums socken, Småland)
Prästagölen är en sjö i Vaggeryds kommun i Småland och ingår i Lagans huvudavrinningsområde.